# تاريخ صناعة الورق في ماساتشوستس

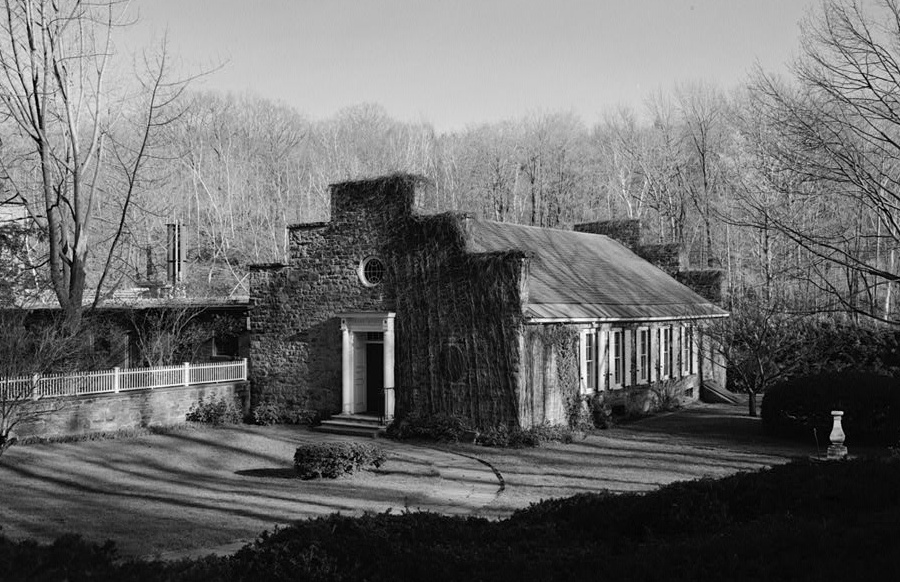

تتناول هذه المقالة تاريخ صناعة الورق في ماساتشوستس.

## 1620 - 1800
لقد كان الورق في بدايته في ولاية ماساتشوستس يصنع من خرق القطن والكتان مثلما كان شائعًا في أوروبا. ومع مرور السنوات في القرن الثامن عشر، كانت المطابع المحلية تعمل بازدياد على تلبية الطلب على الكتب المطبوعة، ومن ثم زاد الطلب على الورق وأصبحت الخرق شحيحة. وقام أحد مصنعي الورق في ماساتشوستس بإنتاج ورق يحمل العلامة المائية "Save Rags" ولقد كان هناك نقص حاد في إنتاج الورق أثناء الثورة الأمريكية، حتى إنه كان لزامًا على لجان الأمن في ماساتشوستس أن تقوم بتعيين جامع للخرق في كل تقسيم إداري.

## المصانع الأولى
بدأ زيناس كرين عام 1801 في صناعة الورق في دالتون بماساتشوستس، وأصبح يعرف لاحقًا باسم شركة كرين. وفي عام 1857 بدأت شركة كرين في صناعة ورق العملات الورقية، وتم تأكيد اختيار هذا الورق ليستخدم في صناعة العملة الأمريكية بدءًا من عام 1862. تستمر شركة كرين في تصنيع الورق المستخدم في صناعة العملات الأمريكية.
قام ميلتون إنجيرسول بإنشاء مصنع «تركي» في تيرنجهام عام 1833 لإنتاج الورق من الخرق. وأصبح هذا المصنع عام 1835 شركة «بلانتر وسميث»، ولقد قامت الشركة عام 1850 بشراء مصانع «يونيون وإنتربريز» الواقعة على نهر هاوستونيك في لي بماساتشوستس وبشراء مصنع آخر على منفذ بحيرة لوريل. وكانت تلك المصانع الثلاثة تسمى مصانع كاستل ولوريل لصناعة الورق. وأصبح مصنع بلانتر وسميث أكبر مصنع لصناعة الورق في الولايات المتحدة. ومن ثم تم دمج الشركة تحت اسم شركة سميث للورق.
اكتمل بناء سد هوليووك على نهر كونيتيكت عام 1849 الأمر الذي أدى إلى التوسع في إقامة المصانع في جميع أنحاء ماساتشوستس، لا سيما مصانع الورق. ولقد بدا لوهلة أن مصانع الورق تنتشر انتشار النار في الهشيم، بطول أنهار لي وتيرنغهام وستوكبريدج وهاوستونيك وجريت بارنجتون، وفي بعض الفترات كان الرجال مذهولين بالثراء الذي تحققه هذه الصناعة، فكانوا ينشئون مصانع «أسرة واحدة» صغيرة على مزارعهم ويعملون في هذا المجال رغم معرفتهم البسيطة به أو عدم علمهم به وكانوا يحققون نجاحًا ضئيلاً أو يفشلون.

## لب الخشب
قامت شركة «بلانتر وسميث» عام 1857 بصناعة الورق من لب الخشب، ولكن فشلت محاولتهم للتداول التجاري لهذا الورق نتيجة لطول عملية تحويل الخشب إلى لب وارتفاع تكلفة تلك العملية. وكان الورق الناتج خشنًا بعض الشيء ولا يطبع جيدًا.
قام ألبرخت باجنسشتر، مهاجر ألماني يعيش في ستوكبريدج، ماساتشوستس، مع شقيقه ردولف عام 1866 بشراء مفرمة كيلر-فولتر. وفي الخامس من مارس 1867 في كيرتسفيل، كان باجنيشتر أول من ينتج لب الخشب الصالح للتداول التجاري في الولايات المتحدة. ولقد قام ببيع اللب إلى شركة سميث بابر التي أنتجت على الفور ورق الصحف التجاري. ولقد كان باجنسشتر يقوم في البداية بصناعة اللب من شجر الحور أو «الحور الرجراج»، ولكن سرعان ما استنفد مخزونه من تلك الشجرة وكان عليه أن يستخدم بدلاً منها أخشابًا رقيقة أقل تفتتًا، ولقد أدى ذلك إلى قيام نيويورك ورلد بإلغاء عقدها للحصول على أوراق الصحف.
لقد تحولت العديد من مصانع هوليووك سريعًا إلى استخدام لب الخشب، وأصبحت هوليووك أكبر مركز عالمي لصناعة الورق لوجود اثني عشر مصنعًا للورق بها.

## الانهيار
بعد أن ارتفعت تكلفة العمل المحلي وأصبح الخشب أكثر ندرة في ماساتشوستس، انهارت صناعة الورق ويرجع ذلك جزئيًا إلى المنافسة أولاً من ويسكنسن كثيفة الغابات ثم من كندا. ومع بداية الحرب العالمية الأولى، بدأت مصانع الورق في ماساتشوستس في الإغلاق. ولقد استمرت الصناعة نتيجة التركيز على تصنيع الأوراق المتخصصة، مثل كتابة السندات والتي ازدهرت حتى السبعينيات من القرن العشرين.